# Michael Vergers
Pas d'image ? Cliquez ici
Michael Vergers, né le 24 juin 1969 à Alkmaar est un pilote automobile néerlandais. Il compte notamment quatre participations aux 24 Heures du Mans, entre 2006 et 2009.

## Carrière
En 2005, il réalise un tour en 6 min 55 s sur le Nürburgring à bord d'une Radical SR8.
En 2006, il participe pour la première fois au 24 Heures du Mans. Associé à Juan Barazi et Neil Cunningham, il se classe vingt-et-unième du classement général à bord de la Courage C65 de Barazi Epsilon,. En novembre, il remporte le Dies de tro de l'Ascar sur le circuit de Rockingham.
En mars 2008, il s'apprête à disputer les 12 Heures de Sebring au volant d'une Zytek, avec Juan Barazi et Jean Ravier pour le compte de Barazi Epsilon.
En 2009, il réalise le record du tour du Nürburgring en passant sous la barre des sept minutes (6 min 48 s) avec une voiture homologuée pour la route : la Radical SR8LM, ce record le place à 37 s du record absolu détenu par Stefan Bellof à bord d'une Porsche 956.